# ASM International
ASM International, tidigare American Society for Metals, är en organisation för materialforskare och ingenjörer som är verksamma inom området metaller. ASM bildades 1913, och organisationen ger bland annat ut handböcker inom metallurgi.